# Wild Spur
Der Wild Spur ist ein Gebirgskamm an der Danco-Küste des Grahamlands im Norden der Antarktischen Halbinsel. Auf der Westseite der Arctowski-Halbinsel erstreckt er sich ausgehend vom Pulfrich Peak.
Erstmals verzeichnet ist er auf einer argentinischen Landkarte aus dem Jahr 1957. Das UK Antarctic Place-Names Committee benannte ihn 1960 nach dem Schweizer Geodäten und Gerätebauer Heinrich Wild (1877–1951), Gründer des Unternehmens Heinrich Wild, Werkstätte für Feinmechanik und Optik zu Entwicklung und Vertrieb von Gerätschaften für geodätische Vermessungsarbeiten.